# Robert Rogers

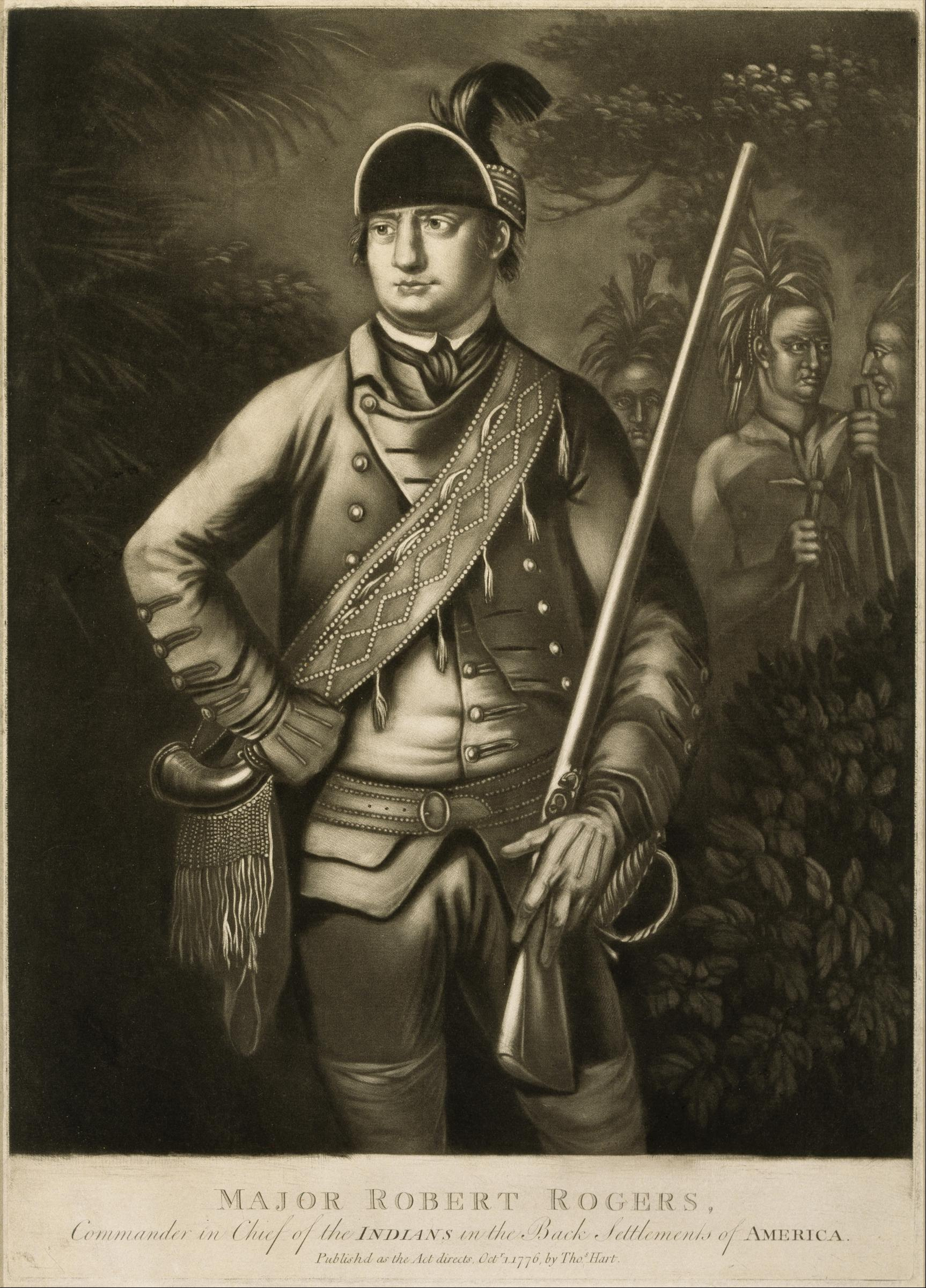
Umělecká představa, jak mohl Robert Rogers vypadat

Robert Rogers (7. listopad 1731 – 18. květen 1795) byl americký koloniální hraničář a důstojník britské armády. Sloužil v britské armádě během francouzsko-indiánské války, Pontiacova povstání a americké války za nezávislost. Stal se zakladatelem a velitelem proslulé záškodnické jednotky zvané Rogers' Rangers (Rogersovi rangeři) neboli tzv. harcovníci. On a jeho vojáci se zúčastnili mnoha kampaní. Jejich nejznámější akcí se stalo přepadení Saint-Francisu (říjen 1759), díky němuž došlo k výraznému oslabení francouzských indiánských spojenců v jedné ze svatovavřineckých misií. V pozdějším věku propadl Rogers alkoholismu, z armády byl propuštěn (1780), krátký čas strávil v americkém vězení a nakonec zemřel zapomenutý a zadlužený v Londýně. Major Rogers je hlavní postavou známé knihy Cesta na severozápad (1936) od Kennetha Robertse. V The Ranger Handbook – knize, kterou dostávají na začátku výcviku vojáci amerických jednotek Rangers – je veden jako zakladatel jejich taktiky.